# Ben 10: Ultimate Alien
Ben 10: Ultimate Alien (Ben 10: Supremacía Alienígena en Hispanoamérica) es la secuela directa de la serie Ben 10: Fuerza Alienígena creada por Dwayne McDuffie, Glen Murakami y "Man of Action" (grupo formado por Duncan Rouleau, Joe Casey, Joe Kelly y Steven T. Seagle y Juan Carlos bodoque), y producida por Cartoon Network. Es la tercera serie derivada de la serie Ben 10, es transmitida, al igual que las dos series anteriores, por Cartoon Network.

## Sinopsis
Unas semanas después de la última pelea contra Vilgax, se filtra un vídeo recopilatorio que revela a nivel mundial la identidad secreta de Ben. Esto ocasiona que se cree una enorme polémica respecto si es un héroe o una amenaza para la ciudad. Por otro lado, Ben y su equipo, La Fuerza Alienígena, deberán enfrentar a Aggregor, un Osmosiano que ha secuestrado a cinco miembros de las especies más poderosas de la Galaxia de Andrómeda para absorber sus poderes y volverse invencible. Armado con el Ultimatrix (en Hispanoamérica Súper Omnitrix), Ben deberá superar los constantes ataques de la gente que lo odia, la presión de la fama y la aparente victoria de Aggregor.
La segunda temporada cuenta con más historias autoconcluyentes, aunque el argumento general comienza con la aparición del misterioso, pero peligroso Sir George y el temible demonio extradimensional Diagon. Ben contra Vilgax La Batalla Final

## Personajes
- Benjamin Kirby Tennyson (Ben): A la edad de 16 años, todavía es el jefe del grupo. Ben ahora controla su coche: el DX Mark 10. Un gran admirador, llamado Jimmy Jones, revela el secreto de Ben comprendiendo múltiples imágenes y notando a los extraños símbolos del Omnitrix y Ultimatrix/Súper Omnitrix. Mientras la mayor parte de sociedad ahora tiene sentimientos contradictorios, si no el desprecio para Ben, sus colegas en la escuela, incluyendo a Cash y JT. Ben ahora es novio de Julie.

- Gwendolyn Catherine Tennyson (Gwen): A la edad de 16 años, sigue refinando el empleo de sus poderes de Anodita, muestran a Gwen para ser un miembro valorado del equipo. Ella podría estar cada vez más tentada de ir con su abuela Verdona para controlar sus poderes y habilidades. Gwen ahora es novia de Kevin.

- Kevin Ethan Levin (Kevin): A la edad de 17 años, Kevin sigue siendo el miembro arrogante del grupo. A pesar de sus payasadas cuestionables, Kevin sobresale mucho más a menudo, demostrando ser un verdadero amigo. Tras la destrucción del Omnitrix su mutación desapareció, recuperando su poder original: absorber energía y materia. Además, gracias a la experiencia en la mutación, Kevin es también capaz de absorber material suplementario para aumentar su densidad y transformar sus miembros en varias armas. En esta serie, se descubre el origen de sus poderes: uno de sus padres era osmosiano, la misma raza alienígena a la que pertenece Agreggor. Él ahora, además de su coche, conduce una nave espacial de Los Plomeros (Los Fontaneros en España), la cual actualiza regularmente. Es ahora novio de Gwen y en la segunda temporada el mejor amigo de Ben.

- Abuelo Maxwell Tennyson (Abuelo Max): El amado abuelo de Ben y Gwen, es un legendario Plomero (Fontanero en España). Él a veces ayuda al equipo (Ben, Gwen y Kevin) en importantes misiones.

- Juliane Yamamoto(Julie): A la edad de 16 años, Julie comienza a mostrar más interés a las identidades secretas de Ben y Gwen. Ella aun ha mostrado su afecto a Ben por besos para hacerlo sentirse mejor ya que ahora son novios, y lo anima a no ocultarse de la sociedad aun cuando la mayor parte de adultos lo vean como un problema. Aunque ella es normal, ciertamente su mascota Ship (nave en España) no lo es.

### Aliados
- Jimmy Jones: A la edad de 10 años, Jimmy es el mayor fan y aliado de Ben Tennyson, fue quien reveló su secreto al mundo.

- Rex Salazar: Solo aparece en el especial Ben 10/Generador Rex: Héroes Unidos y le dará a Ben un nuevo alien y Ben le dará a Rex una nueva arma.

### Villanos
- Agreggor: Es un misterioso alienígena Osmosiano que secuestró a cinco alienígenas que terminaron por varar sobre la Tierra, que luego él se las ingenió para encontrarlos. Él primero apareció al secuestrar a Bivalvan (Amenaza Acuática). Otros cuatro alienígenas que terminaron en la Tierra son los amigos de Bivalvan llamados: Galapagus (Tortutornado), Andreas (Armadillo), Pandor (NRG) y Ra'ad (Anfibio). Su verdadero objetivo es llegar al Fuerte de la Creación y absorber los poderes del Celestialsapien Bebé (quién no tiene las personalidades de Serena y Belicus) y ser invencible. Es el villano principal de la Primera Temporada de Ben 10: Supremacía Alienígena.

- Sir George: Es el primer Caballero Eterno y el fundador de la organización del mismo nombre. Quiere destruir a todos los alienígenas de la Tierra.

- Diagon: Es un ser desconocido, posiblemente una entidad cósmica, que apareció por primera vez en el episodio "Un caballero para recordar". Él viajó desde principios de la humanidad y les dio máquinas a sus esclavos para que los ayudaran, y después él le dará a la humanidad una nueva "Era de Oro".

- Albedo-Galvan: Un Galván joven y arrogante. Es el antiguo ayudante de Azmuth a quien le pidió su propio Omnitrix, pero cuando este se negó Albedo construyó una copia inferior que le confiere la capacidad de transformarse en los mismos alienígenas de Ben aunque con el precio de quedar atrapado bajo la forma de un clon del actual poseedor del Omntrix. Tras ser derrotado por Ben su color de ojos, cabello y ropa se invierten haciéndolo más reconocible.

## Reparto
| Personaje                 | Actor de voz                      | Actor de doblaje (Hispanoamérica )                                 | Actor de doblaje (España ) |
| ------------------------- | --------------------------------- | ------------------------------------------------------------------ | -------------------------- |
| Benjamin "Ben" Tennyson   | Yuri Lowenthal Tara Strong (niño) | Carlos Luyando Hernández Isabel Martiñón (niño)                    | Roger Isasi-isasmendi      |
| Gwendolin "Gwen" Tennyson | Ashley Johnson                    | Gaby Ugarte (hasta ep. 28 y 30) Claudia Urbán (resto)              | Meritxell Ribera           |
| Kevin Ethan Levin         | Greg Cipes                        | Rafael Pacheco                                                     | David Jenner               |
| Max Tennyson              | Paul Eiding Jason Marsden (joven) | José Luis Orozco Luis Fernando Orozco                              | -                          |
| Julie Yamamoto            | Vyvan Pham                        | Mayra Arellano                                                     | -                          |
| Insertos                  | N/A                               | Antonio Gálvez Alejandro Urbán Gerardo Suárez Juan Antonio Edwards | -                          |

## Alienígenas del omnitrix

### Iniciales
- Humungosaurio (Gigantosaurio en España)
- Jetray (Turboraya en España)
- Piedra (Megacroma en España)
- Mono Araña
- Rath (Airado en España)
- Eco Eco
- Frío (Gélido en España)
- Lodestar (Estrella Polar en España)
- Fuego Pantanoso (Fangoso en España)
- Cuatrobrazos
- Nanomech
- Cerebrón (Cerebro en España)
- Cannonbolt (Rayo De Cañón en España)
- Muy Grande (Gigante en España)
- Goop (Ameba en España)
- Acuático (Fauces en España)
- Alien X
- Bestia (Feral en España)
- Fuego (Inferno en España)
- Diamante (Diamantino en España)
- Upchuck (Vomitón en España)
- Fantasmático (Espectral en España)
- XLR8
- Ultra-T (Actualizador en España)
- Insectoide (Libélulo en España)
- Materia Gris
- Wildvine (Malayerba en España)
- Blitzwolfer
- Snare-Oh (Faratón en España)
- Frankentrueno (Frankenstrike en España)
- Ditto
- Multi Ojos (Mil Ojos en España)
- Articguana
- Buzzshock (Chispazo en España)
- Spitter (Hombre lapo en España)

### Nuevos
- Amenaza Acuática (Hidrolátigo en España)
- Ampfibio (Electrofibio en España)
- Armadillo
- Tortutornado (Torbellino en España)
- NRG (Combuster en España)
- Fasttrack (Raudo en España)
- Camaleón (Mimetismo en España)
- Eatle (Gloton en España)
- Clockwork (Crono en España)
- Jury Rigg (Duendecillo en España)
- Shocksquatch

#### Versiones Supremas
- Fuego Pantanoso Supremo (Ultimate Fangoso en España)
- Mono Araña Supremo (Ultimate Mono-araña en España)
- Frío Supremo (Ultimate Gélido en España)
- Humungosaurio Supremo (Ultimate Gigantosaurio en España)
- Cannonbolt Supremo (Ultimate Rayo de cañón en España)
- Eco Eco Supremo (Ultimate Eco Eco en España)
- Bestia Supremo (Ultimate Feral en España)
- Muy Grande Supremo (Ultimate Gigante en España)
- Ben Supremo (Utimate Ben en España)

## Ultimatrix
La forma desarrollada, mejorada y modificada del Omnitrix. El nuevo sistema Ultimatrix tiene todos los poderes y las capacidades del Omnitrix, el poder y la capacidad de convertirse en los alienígenas de Ben de antes y en sus nuevas versiones de los mismos; con la capacidad de sacarlos a una versión evolucionada de los mismos haciéndolos mucho más fuertes, con capacidades mucho mejores y más poderosas. Para activar este cambio, Ben presiona el símbolo del sistema Ultimatrix/Súper Omnitrix, haciéndolo sacar cuatro puntos y transformar al alienígena en su forma suprema. 
Como el Omnitrix, el Ultimatrix/Súper Omnitrix tiene la capacidad de probar el ADN de cualquier alienígena que ya no es almacenado en ello. Sin embargo, en vez del alienígena que tiene que tocar ello, el Ultimatrix/Súper Omnitrix puede obtener la muestra descubriendo al alienígena y automáticamente enviando una exploración que brilla la onda de energía amarilla. Ben aún tiene el acceso a todos los alienígenas en los que él se transformó en Ben 10 y Ben 10: Fuerza Alienígena
Fue creado por Azmuth pero completado y modificado por Albedo (exayudante de Azmuth), quien por usarlo toma la forma humana de Ben y tras una pelea para quitarle su Omnitrix y volver a su forma normal se convierte en Ben pero con pelo blanco y ropa roja en vez de verde.
Ben obtiene el Súper Omnitrix cuando Vilgax le quita el Omnitrix y Ben activa el modo de autodestrucción creyendo que se lo quitaría, pero no lo hace. Vilgax se queda sin el Omnitrix, pero Ben también. Sin embargo, Albedo estaba prisionero por Vilgax y Ben activa el modo de autodestrucción para que se lo quite y Albedo sí se lo quita (además un humano, como Albedo estando en esa forma, no sobreviviría a la explosión).

## Estreno
En Estados Unidos fue estrenada el 23 de abril de 2010, varias semanas después de finalizar la serie anterior, Ben 10: Alien Force. En Latinoamérica se estrenó oficialmente el 10 de octubre de 2010.
El capítulo final de la serie fue el 31 de marzo de 2012 con el episodio en dos partes, The Ultimate Enemy, siendo en memoria del desarrollador y productor de la series Dwayne McDuffie, quien murió durante la producción de la serie el 21 de febrero de 2011 un día después de cumplir 49 por complicaciones del corazón. En Latinoamérica, este episodio se estrenó el 30 de abril de 2012.

## Episodios
| Temporadas | Temporadas  | Episodios | Primer capítulo          | Último capítulo         |
| ---------- | ----------- | --------- | ------------------------ | ----------------------- |
|            | Temporada 1 | 20        | 23 de abril de 2010      | 10 de diciembre de 2010 |
|            | Temporada 2 | 12        | 4 de febrero de 2011     | 29 de abril de 2011     |
|            | Temporada 3 | 20        | 16 de septiembre de 2011 | 31 de marzo de 2012     |

## Videojuego
Ben 10 Ultimate Alien: Cosmic Destruction es un videojuego multiplataforma de Ben 10: Ultimate Alien para las consolas Wii, PlayStation 2, PlayStation 3, Nintendo DS, PlayStation Portable y Xbox 360.

## Crossover Ben 10/Generador Rex
En el mes de noviembre de 2011 en el San Diego Comic Con se anuncia un crossover entre Generador Rex y Ben 10 donde combinan sus habilidades en una demostración de fuerza para salvar la galaxia.
Titulado “Ben 10/Generador Rex: Héroes unidos” es un especial de una hora donde los mundos de Ben 10 y de Rex Salazar se entrecruzan. Ellos deberán superar sus diferencias y unirse para derrotar a una terrible amenaza. El episodio fue estrenado en Estados Unidos el 25 de noviembre.